# Kikaï
Pour les articles homonymes, voir Kikai.
Le kikaï est une langue parlée sur l'île de Kikai, dans le nord-est de la préfecture de Kagoshima, et au nord-est de l'archipel Okinawa, dans la préfecture d'Okinawa au Japon.

## Caractéristiques
Le kikaï fait partie du groupe des langues ryūkyū, apparentées au japonais.
Il existe le dialecte onotsu, dont l'intelligibilité est très difficile avec les autres langues ryūkyū et le japonais.

## Utilisation
La langue est utilisée uniquement par des adultes, la population locale passant au japonais, les jeunes de moins de 20 ans sont majoritairement monolingues en japonais.
La population ethnique est de 13 000 en 2020.